# Mr Universal Ambassador 2017
Mr Universal Ambassador 2017 foi a 3ª edição do concurso de beleza masculino de Mr Universal Ambassador. Para a competição deste ano participaram dezenove (19) países com seus respectivos candidatos disputando o título em Macáçar, na Indonésia entre os dias 29 de Setembro e 6 de Outubro, com final televisionada pela IBS TV direto do Soldiers Hall of Manunggal Makassar. O grande vencedor foi condecorado pelo campeão do ano passado Aleksa Gavrilović, este foi o representante do Vietnã, Lương Gia Huy. 

## Resultados

### Colocações
| Posição                                             | País e Candidato |
| Vencedor                                            | - Vietnã - Lương Gia Huy |
| 2º. Lugar                                           | - Filipinas - Paul Guarnes |
| 3º. Lugar                                           | - Suécia - Johannes Leonidas |
| 4º. Lugar                                           | - Indonésia - Gilbert Pangalila |
| 5º. Lugar                                           | - Índia - Rohit Jakhar |
| (TOP 10) Semifinalistas (Em ordem de classificação) | - Uzbequistão - Shakboz Makhmudou - Nicarágua - Elvis Murillo - Tailândia - Thirawat Madtayaboon - Hungria - Andris Varga - Malásia - Anaz Dzulkefflee |

### Prêmios Especiais
O concurso distribuiu os seguintes prêmios este ano:
| Prêmio                 | País e Candidato                  |
| Mister Simpatia        | - Malásia - Anaz Dzulkefflee      |
| Mister Fotogenia       | - Uzbequistão - Shakboz Makhmudou |
| Melhor Traje Típico    | - Nicarágua - Elvis Murillo       |
| O Melhor em Entrevista | - Suécia - Johannes Leonidas      |

### People's Choice Award

#### Mister Popularidade
| Prêmio | País e Candidato                |
| 1      | - Filipinas - Paul Guarnes      |
| 2      | - Índia - Rohit Jakhar          |
| 3      | - Indonésia - Gilbert Pangalila |

### Ordem dos anúncios
| 1. Suécia 2. Uzbequistão 3. Indonésia 4. Nicarágua 5. Vietnã 6. Hungria 7. Filipinas 8. Malásia 9. Índia 10. Tailândia | 1. Índia 2. Filipinas 3. Vietnã 4. Suécia 5. Indonésia | 1. Suécia 2. Filipinas 3. Vietnã |  |

## Embaixadores Continentais
Os melhores candidatos escolhidos por continente:
| Prêmio                | País e Candidato            |
| Embaixador da África  | - Argélia - Billel Kessi    |
| Embaixador da América | - Nicarágua - Elvis Murillo |
| Embaixador da Ásia    | - Índia - Rohit Jakhar      |
| Embaixador da Europa  | - Hungria - Andris Varga    |
| Embaixador da Oceania | - Austrália - Nathan Howe   |

## Eventos Preliminares

### Sport Session
Etapa realizada com uma série de atividades esportivas.
| Prêmio | País e Candidato                  |
| 1      | - Uzbequistão - Shakboz Makhmudov |

### World Speech Competition
Tema: "A importância de soft skills para jovens do século XXI". Finalistas:
| Prêmio     | País e Candidato                             |
| 1          | - Filipinas - Paul Guarnes                   |
| Finalistas | - Índia - Rohit Jakhar - Nepal - Prabesh Jha |

### Top Model
O candidato com o melhor perfil model da competição:
| Prêmio     | País e Candidato                                                                                                  |
| 1          | - Vietnã - Lương Gia Huy                                                                                          |
| Finalistas | - Hungria - Andris Varga - Índia - Rohit Jakhar - Indonésia - Gilbert Pangalila - Uzbequistão - Shakboz Makhmudov |

## Candidatos
Disputaram o título este ano: 